# Jay Kristoff
Jay Kristoff (ur. 12 listopada 1973 w Perth) – australijski pisarz, autor książek z gatunków fantastyki naukowej i fantasy. Pisze zarówno dla dorosłych, jak i dla młodzieży. Mieszka w Melbourne.

## Życiorys
Urodził się w Perth. Jako dziecko dużo czytał i grał w gry planszowe oraz RPG, w tym w Dungeons & Dragons. Zdobył tytuł magistra sztuk pięknych. Nim zaczął pisać, przez jedenaście lat pracował w reklamie. Mieszka w Melbourne wraz z żoną oraz psem rasy Jack Russell Terrier o imieniu Samwise.

## Publikacje
Cykl Wojna Lotosowa
1. Tancerze burzy (ang. Stormdancer, Thomas Dunne Books, 2012)
2. Bratobójca (ang. Kinslayer, Thomas Dunne Books, 2013)
3. Głosząca kres (ang. Endsinger,Thomas Dunne Books, 2014)

- The Last Stormdancer (opowiadanie poprzedzające Tancerzy Burzy; Thomas Dunne Books, 2013)
- Praying for Rain (darmowe opowiadanie, opublikowane online 2013)

Cykl Nibynoc
1. Nibynoc (ang. Nevernight, Thomas Dunne Books, 2016)
2. Bożogrobie (ang. Godsgrave,Thomas Dunne Books, 2017)
3. Bezświt (ang. DarkDawn, Thomas Dunne Books, 2019)

Cykl Lifel1k3
1. Lifel1k3 (Random House, 2018)
2. Dev1at3 (Random House, 2019)
3. Truel1f3 (Random House, 2020)

Cykl Wampirze Cesarstwo
1. Wampirze cesarstwo (ang. Empire of The Vampire, HarperCollins, 2021)
2. Cesarstwo potępionych (ang. Empire of the Damned, HarperCollins, 2024)

### Wraz zAmie Kaufman
Cykl The Illuminae Files
1. Illuminae (Random House, 2015)
2. Gemina (Random House, 2016)
3. Obsidio (Random House, 2018)

- Memento (opowiadanie poprzedzające; Random House, 2019)

Cykl Aurora
1. Aurora. Przebudzenie (ang. Aurora Rising, Random House, 2019)
2. Aurora Burning (Random House, 2020)
3. Aurora’s End (Random House, 2021)